# Lijst van voetbalinterlands Aruba - Cambodja
Deze lijst van voetbalinterlands geeft een overzicht van alle officiële voetbalwedstrijden tussen de nationale teams van Aruba en Cambodja. De landen hebben tot op heden een keer tegen elkaar gespeeld. De eerste ontmoeting was een vriendschappelijke wedstrijd op 25 maart 2025 in Phnom Penh.

## Wedstrijden
| № | Plaats     | Datum         | Competitie        | Wedstrijd        | Uitslag |
| - | ---------- | ------------- | ----------------- | ---------------- | ------- |
| 1 | Phnom Penh | 25 maart 2025 | Vriendschappelijk | Cambodja − Aruba | 1 − 2   |

## Samenvatting
| Competitie        | Totaal gespeeld | Winst Aruba | Gelijk | Winst Cambodja | Doelsaldo Aruba – Cambodja |
| ----------------- | --------------- | ----------- | ------ | -------------- | -------------------------- |
| Vriendschappelijk | 1               | 1           | 0      | 0              | 2 − 1                      |
| Totaal            | 1               | 1           | 0      | 0              | 2 − 1                      |

AVB · A-internationals · Arubaans vrouwenelftal · Olympisch elftal
Amerikaanse Maagdeneilanden ·
Antigua en Barbuda ·
Barbados ·
Bermuda ·
Britse Maagdeneilanden ·
Cambodja ·
Canada ·
Costa Rica ·
Cuba ·
Curaçao ·
Dominica ·
Dominicaanse Republiek ·
El Salvador ·
Grenada ·
Guam ·
Guyana ·
Haïti ·
Jamaica ·
Kaaimaneilanden ·
Montserrat ·
Nederlandse Antillen ·
Panama ·
Puerto Rico ·
Saint Kitts en Nevis ·
Saint Lucia ·
Saint Vincent en de Grenadines ·
Suriname ·
Turks- en Caicoseilanden ·
Venezuela
FFC · Cambodjaans vrouwenelftal
Afghanistan ·
Aruba ·
Australië ·
Bahrein ·
Bangladesh ·
Bhutan ·
Brunei ·
China ·
Equatoriaal-Guinea ·
Filipijnen ·
Guam ·
Guinee ·
Guyana ·
Hongkong ·
India ·
Indonesië ·
Irak ·
Iran ·
Japan ·
Jemen ·
Jordanië ·
Kirgizië ·
Koeweit ·
Laos ·
Libanon ·
Macau ·
Malediven ·
Maleisië ·
Mongolië ·
Myanmar ·
Nepal ·
Noord-Korea ·
Oezbekistan ·
Oost-Timor ·
Pakistan ·
Palestina ·
Qatar ·
Saoedi-Arabië ·
Singapore ·
Sri Lanka ·
Syrië ·
Tadzjikistan ·
Taiwan ·
Thailand ·
Turkmenistan ·
Vietnam ·
Zuid-Korea ·
Zuid-Vietnam